# قائمة رؤساء الجمعية الوطنية للسنغال
قائمة رؤساء الجمعية الوطنية للسنغال.
فيما يلي قائمة بأصحاب المناصب:
| الرقم | الاسم                  | مدة المنصب     | مدة المنصب    | الحزب                     |
| ----- | ---------------------- | -------------- | ------------- | ------------------------- |
| 1     | لامين جيي              | 1960           | 10 يونيو 1968 | الحزب الاشتراكي السنغالي  |
| 2     | أمادو سيسي ديا         | 1968           | 1983          | الحزب الاشتراكي السنغالي  |
| 3     | حبيب ثيام              | 1983           | 1984          | الحزب الاشتراكي السنغالي  |
| 4     | داودة صو               | 12 أبريل 1984  | 9 ديسمبر 1988 | الحزب الاشتراكي السنغالي  |
| 5     | عبد العزيز نداو        | 1988           | 1993          | الحزب الاشتراكي السنغالي  |
| 6     | الشيخ عبد الخضر سيسوخو | 1993           | 2001          | الحزب الاشتراكي السنغالي  |
| 7     | يوسو دياني             | 2001           | 12 يونيو 2002 | الحزب الديمقراطي السنغالي |
| 8     | بيب ديوب               | يونيو 2002     | يونيو 2007    | الحزب الديمقراطي السنغالي |
| 9     | ماكي سال               | 20 يونيو 2007  | 9 نوفمبر 2008 | الحزب الديمقراطي السنغالي |
| 10    | مامادو سيك             | 16 نوفمبر 2008 | 30 يوليو 2012 | الحزب الديمقراطي السنغالي |
| 11    | مصطفى نياسي            | 30 يوليو 2012  | حتى الآن      | تحالف قوى التقدم          |